# 舵英里
舵 英里（かじ えいり）は、日本の漫画家。新潟県とゆかりがある。2004年、『いち＊ラキ』（冬水社）8月号より『帝国兄弟』の連載を開始し、同作でデビュー。2023年より『人形姫は恋を占う』と『天上の箱庭遊戯』を発表している。

## 来歴
高校生のころ、漫画研究部に所属する友人の影響を受け、漫画を描くことに興味を持ち、それを機に漫画家を目指し始め、執筆を開始。2004年、『いち＊ラキ』（冬水社）8月号より『帝国兄弟』の連載を開始。同作でデビューを果たす。

## 作品リスト

### 漫画作品
- 帝国兄弟（『いち＊ラキ』2004年8月号[1] - ） - デビュー作[1]。
- 一流貴族の心得（『いち＊ラキ』2004年11月号）
- 警視庁特犯課007（『いち＊ラキ』2006年12月号 - 2012年5月号）
- 飼い主は悪魔（『いち＊ラキ』2012年8月号 - 2016年2月号）
- 魔女と貴血の騎士（『いち＊ラキ』2016年4月号 - 2018年8月号→単行本描き下ろし）
- 執事殿の愛猫（2019年1月 - 2020年7月、単行本描き下ろし）
- 魔性、聖者に堕つ。（2020年10月 - 2021年10月、雑誌未掲載で単行本描き下ろし）
- 怠惰な獣と檻の中（2022年1月 - 2022年10月、雑誌未掲載で単行本描き下ろし）
- 人形姫は恋を占う（2023年1月[3] - ）

### 書籍

#### 単行本
全て冬水社〈いち＊ラキコミックス〉より刊行。
- 『帝国兄弟』2005年 - 、既刊8巻
  1. 2005年9月20日発売、ISBN 978-4-88741-674-1
  2. 2005年11月20日発売、ISBN 978-4-88741-686-4
  3. 2006年5月20日発売、ISBN 978-4-88741-717-5
  4. 2006年9月20日発売、ISBN 978-4-88741-734-2
  5. 2007年2月20日発売、ISBN 978-4-88741-751-9
  6. 2007年9月20日発売、ISBN 978-4-88741-801-1
    - 併録「一流貴族の心得」

  7. 2011年3月20日発売、ISBN 978-4-86423-087-2
  8. 2011年8月20日発売、ISBN 978-4-86423-130-5
- 『警視庁特犯課007』2007年 - 2012年、全11巻
- 『飼い主は悪魔』2012年 - 2016年、全11巻
  1. 2012年10月20日発売[5]、ISBN 978-4-86423-189-3
  2. 2013年4月20日発売[6]、ISBN 978-4-86423-225-8
  3. 2013年8月20日発売[7]、ISBN 978-4-86423-235-7
  4. 2013年10月20日発売[8]、ISBN 978-4-86423-247-0
  5. 2014年2月20日発売[9]、ISBN 978-4-86423-257-9
  6. 2014年6月20日発売[10]、ISBN 978-4-86423-273-9
  7. 2014年10月20日発売[11]、ISBN 978-4-86423-289-0
  8. 2015年2月20日発売[12]、ISBN 978-4-86423-306-4
  9. 2015年6月20日発売[13]、ISBN 978-4-86423-326-2
  10. 2015年10月20日発売[14]、ISBN 978-4-86423-342-2
  11. 2016年2月20日発売[15]、ISBN 978-4-86423-369-9
- 『魔女と貴血の騎士』2016年 - 2018年、全7巻
  1. 2016年8月20日発売[16]、ISBN 978-4-86423-384-2
  2. 2016年12月20日発売[17]、ISBN 978-4-86423-395-8
  3. 2017年4月20日発売[18]、ISBN 978-4-86423-404-7
  4. 2017年8月20日発売[19]、ISBN 978-4-86423-413-9
  5. 2017年12月20日発売[20]、ISBN 978-4-86423-423-8
  6. 2018年10月20日発売[21]、ISBN 978-4-86423-446-7
  7. 2018年10月20日発売[22]、ISBN 978-4-86423-447-4
- 『執事殿の愛猫』2019年 - 2020年、全7巻
  1. 2019年1月25日発売[23]、ISBN 978-4-86423-452-8
  2. 2019年4月25日発売[24]、ISBN 978-4-86423-457-3
  3. 2019年7月25日発売[25]、ISBN 978-4-86423-463-4
  4. 2019年10月25日発売[26]、ISBN 978-4-86423-468-9
  5. 2020年1月25日発売[27]、ISBN 978-4-86423-474-0
  6. 2020年4月25日発売[28]、ISBN 978-4-86423-480-1
  7. 2020年7月25日発売[29]、ISBN 978-4-86423-487-0
- 『魔性、聖者に堕つ。』2020年 - 2021年、全5巻
  1. 2020年10月25日発売[30]、ISBN 978-4-86423-493-1
  2. 2021年1月25日発売[31]、ISBN 978-4-86423-497-9
  3. 2021年4月25日発売[32]、ISBN 978-4-86423-505-1
  4. 2021年7月25日発売[33]、ISBN 978-4-86423-512-9
  5. 2021年10月25日発売[34]、ISBN 978-4-86423-520-4
- 『怠惰な獣と檻の中』2022年、全4巻
  1. 2022年1月25日発売[35]、ISBN 978-4-86423-527-3
  2. 2022年4月25日発売[36]、ISBN 978-4-86423-533-4
  3. 2022年7月25日発売[37]、ISBN 978-4-86423-537-2
  4. 2022年10月25日発売[38]、ISBN 978-4-86423-543-3
- 『人形姫は恋を占う』2023年 - 、既刊3巻（2023年7月25日現在）
  1. 2023年1月25日発売[3]、ISBN 978-4-86423-548-8
  2. 2023年4月25日発売[39]、ISBN 978-4-86423-555-6
  3. 2023年7月25日発売[40]、ISBN 978-4-86423-561-7
- 『天上の箱庭遊戯』2023年 - 、既刊1巻（2023年10月25日現在）
  1. 2023年10月25日発売[4]、ISBN 978-4-86423-568-6

#### 文庫版
文庫版は全て冬水社〈冬水社文庫〉より刊行。
- 『帝国兄弟』2012年 - 、既刊5巻
  1. 2012年4月20日発売[41]、ISBN 978-4-86423-160-2
  2. 2012年5月20日発売[42]、ISBN 978-4-86423-161-9
  3. 2012年5月20日発売[43]、ISBN 978-4-86423-162-6
  4. 2012年6月20日発売[44]、ISBN 978-4-86423-163-3
  5. 2012年6月20日発売[45]、ISBN 978-4-86423-164-0
- 『警視庁特犯課007』2013年、全7巻